# ロバート・ステュアート (初代ロンドンデリー侯爵)

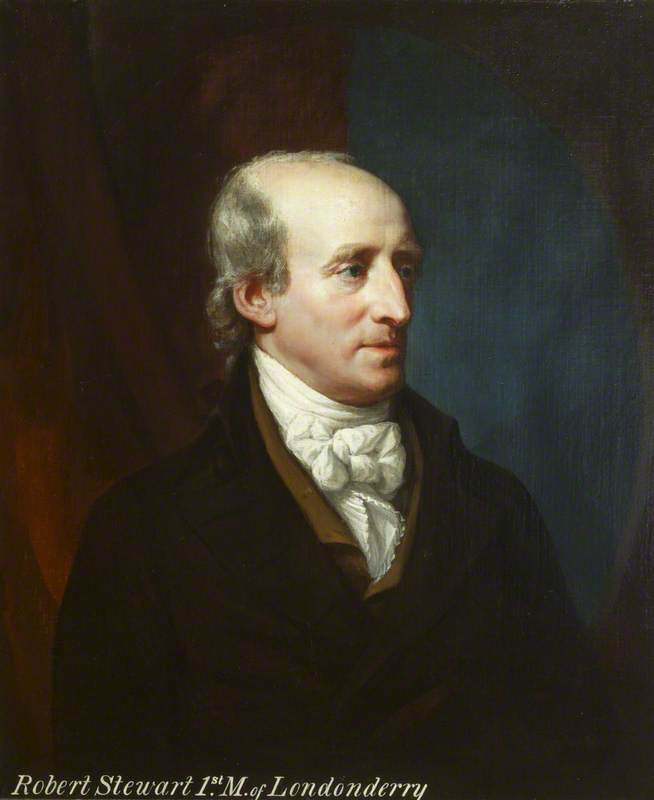
ヒュー・ダグラス・ハミルトンによる、1800年代の肖像画。

初代ロンドンデリー侯爵ロバート・ステュアート（英語: Robert Stewart, 1st Marquess of Londonderry PC (Ire)、1739年9月27日 – 1821年4月6日）は、アイルランド王国出身の政治家、貴族。1771年から1783年までアイルランド庶民院議員を務め、以降妻の親族や同じく政治家になった同名の息子の助力を借りて、一代で平民から侯爵に叙された。

## 生涯
アレグザンダー・ステュアート（1781年4月2日没）とメアリー・コーワン（Mary Cowan、ジョン・コーワンの娘）の息子として、1739年9月27日にダブリンで生まれた。ジュネーヴ大学で文学を学んだのち、グランドツアーに出て、1760年代に帰国した。
1766年にアイルランド総督の初代ハートフォード伯爵フランシス・シーモア＝コンウェイの娘と結婚したことで、総督からアイルランド貴族への叙爵を打診されたが、これを拒否し、代わりに1771年から1783年までダウン選挙区の代表としてアイルランド庶民院議員を務めた。1782年9月17日、アイルランド枢密院の枢密顧問官に任命された。
1783年アイルランド総選挙でキルワーリン子爵アーサー・ヒルに敗れたが、2人目の妻の実家であるカムデン伯爵家に頼り、1789年9月20日にアイルランド貴族であるロンドンデリー男爵に叙された。さらに妻の弟にあたる第2代カムデン伯爵ジョン・プラットがアイルランド総督に就任すると、ステュアートは1795年10月1日にカースルレー子爵に、1796年8月8日にロンドンデリー伯爵に昇叙された。
息子が主導した1800年合同法を支持し、1801年のグレートブリテン及びアイルランド連合王国成立に伴いアイルランド貴族代表議員に選出され、1821年まで務めた。1801年から1821年までダウン県首席治安判事を、1803年から1821年までロンドンデリー県首席治安判事を務めた。息子の功績により、1816年1月18日にロンドンデリー侯爵に昇叙された。
1821年4月6日にマウント・ステュアートで死去、9日にニュータウナーズで埋葬された。先妻との息子ロバートが爵位を継承した。
『アイルランド人名事典』は初代ロンドンデリー侯爵を「優秀な息子により影が薄くなった」と評した。

## 家族
1766年6月3日、サラ・フランシス・シーモア＝コンウェイ（Sarah Frances Seymour-Conway、1747年9月27日 – 1770年7月18日、初代ハートフォード伯爵フランシス・シーモア＝コンウェイ（後の初代ハートフォード侯爵）の娘）と結婚、2男をもうけた。
- アレグザンダー・フランシス（1767年 – 1769年5月[7]）
- ロバート（1769年6月18日 – 1822年8月12日） - 第2代ロンドンデリー侯爵、外務大臣[3]。一般的には「カースルレー子爵」の儀礼称号で知られる

1775年6月7日、フランシス・プラット（Frances Pratt、1751年ごろ – 1833年1月18日、初代カムデン男爵チャールズ・プラット（のち初代カムデン伯爵）の娘）と再婚、3男8女をもうけた。
- フランシス・アン（1777年6月24日 – 1810年2月9日[7]） - 1799年3月10日、チャールズ・フィッツロイ卿（英語版）、1764年7月17日 – 1829年12月20日、第3代グラフトン公爵オーガスタス・フィッツロイの三男）と結婚、子供あり[8]
- チャールズ・ウィリアム（1778年5月18日 – 1854年3月6日） - 第3代ロンドンデリー侯爵[3]
- エリザベス・メアリー（1779年12月6日 – 1798年12月18日[7]）
- キャロライン（1781年2月19日[7] – 1865年8月10日[9]） - 1801年12月23日、トマス・ウッド（英語版）（1777年4月21日 – 1860年1月26日、トマス・ウッドの長男）と結婚、子供あり[10]
- アレグザンダー・ジョン（1783年2月28日 – 1800年11月14日[7]）
- ジョージアナ（1785年4月23日 – 1804年11月17日） - 1803年7月13日、初代ガーヴァー男爵ジョージ・カニングと結婚[7]
- セリナ・サラ・ジュリアナ（Selina Sarah Juliana、1786年7月1日[7] – 1871年2月5日[9]） - 1814年2月22日、デイヴィッド・グアルディ・カー（1778年? – 1844年12月30日、デイヴィッド・カーの長男）と結婚、子供あり[11]
- マティルダ・シャーロット（Matilda Charlotte、1787年10月11日 – 1842年10月3日[7]） - 1815年9月14日、エドワード・マイケル・ウォード（英語版）（1789年2月5日 – 1832年9月12日、ロバート・ウォード（英語版）の息子）と結婚、子供あり[9][12]
- エミリー・ジェーン（1789年3月23日 – 1865年10月18日） - 1814年6月29日、ジョン・ジェームズ（John James、1818年6月4日没）と結婚。1821年12月10日、初代ハーディング子爵ヘンリー・ハーディング（1856年9月24日没）と再婚、子供あり[7][9]
- トマス・ヘンリー（1790年8月27日 – 1810年9月8日[7]）
- キャサリン・オクタヴィア（Katharine Octavia、1792年10月14日 – 1819年3月5日[7]） - 1813年12月11日、初代エレンバラ伯爵エドワード・ロウ（1871年12月22日没）と結婚、子供なし[9]

## 関連図書
- Hamilton, John Andrew (1898). "Stewart, Robert (1739-1821)" . In Lee, Sidney (ed.). Dictionary of National Biography (英語). Vol. 54. London: Smith, Elder & Co. pp. 345–346.
- Hamilton, John Andrew; Thorne, Roland (3 January 2008) [23 September 2004]. "Stewart, Robert, first marquess of Londonderry". Oxford Dictionary of National Biography (英語) (online ed.). Oxford University Press. doi:10.1093/ref:odnb/26506。 (要購読、またはイギリス公立図書館への会員加入。)